# Język luhu
Język luhu (a. loehoe), także: piru, piru-luhu – język austronezyjski używany w prowincji Moluki w Indonezji, na wyspach Seram, Boano i Manipa. Według danych z 1983 r. posługuje się nim 6500 osób.
Jego użytkownicy zamieszkują wsie Luhutuban, Boano Utara, Waesala, Kaibobu i Kamarian w kabupatenie Seram Bagian Barat. Serwis Ethnologue wyróżnia dialekty: luhu, batu merah, kelang. Dialekty kelang i batu merah są zagrożone wymarciem. Blisko spokrewniony język piru również bywa opisywany jako dialekt; w latach 80. XX w. był już prawie wymarły (<10 użytkowników).
Społeczność posługuje się też malajskim ambońskim.
Badania nad językiem luhu prowadził Abdullah Payapo, pochodzący ze społeczności Luhu. Powstały dwa opracowania poświęcone temu językowi: Morfologi bahasa Luhu (1980), Sintaksis bahasa Luhu (1981). Dane z dialektu piru zbierał J.T. Collins w latach 70. XX w.